# البارجة اليابانية ياماتو
كانت ياماتو (باليابانية: 大 和، "الوئام العظيم") السفينة الرائدة في فئتها من البوارج التي بنيت لصالح البحرية الإمبراطورية اليابانية (IJN) قبل فترة وجيزة من اندلاع الحرب العالمية الثانية. اعتبرت إلى سفينتها الشقيقة موساشي أثقل البوارج الحربية وأكثرها قوة على الإطلاق، بإزاحة 72,800 طن بالحجم الكلي ومسلحة بتسعة مدافع رئيسية من نوع 94 سم (18.1 بوصة) من النوع 94 والتي كانت تُعد أكبر مدافع على الإطلاق على متن سفينة حربية .
سميت على اسم مقاطعة ياماتو اليابانية القديمة، صُممّت ياماتو لمواجهة أسطول البوارج الأمريكي المتفوق عددياً، المنافس الرئيسي لليابان في المحيط الهادئ. وضعت في 1937 وكُلفّت رسمياً بعد أسبوع من هجوم بيرل هاربور في أواخر 1941. وطوال 1942، عملت كسفينة قيادية للأسطول المشترك وفي يونيو 1942 وجه الأميرال إيسوروكو ياماموتو الأسطول من قمرتها خلال معركة ميدواي، الهزيمة الكارثية لليابان. تولت موساشي مكانها كسفينة رائدة للأسطول المشترك في أوائل 1943، بينما قضت ياماتو بقية العام ومعظم عام 1944، تتنقل بين القواعد البحرية اليابانية الرئيسية في تراك وكورشي رداً على التهديدات الأمريكية. وعلى الرغم من حضورها في معركة بحر الفلبين في يونيو 1944، إلا أنها لم تلعب أي دور في المعركة.
كانت المرة الوحيدة التي أطلقت فيها ياماتو مدافعها الرئيسية على أهداف سطحية للعدو في أكتوبر 1944، عندما أُرسلت للاشتباك مع القوات الأمريكية الغازية للفلبين أثناء معركة خليج ليتي. وحينما كانت تهدد بإغراق سفن نقل القوات الأمريكية، واجهت مجموعة من حاملات المرافقة الخفيفة من قوة المهام 77 التابعة للبحرية الأمريكية، "تافي 3"، في معركة قبالة جزيرة سامار. تقهقر اليابانيون بعد أن أقنعتهم الهجمات الجوية الأمريكية بأنهم كانوا يواجهوا أسطول قوي من حاملات طائرات أمريكية قوي.
خلال عام 1944، تحول ميزان القوة البحرية في المحيط الهادئ بشكل حاسم ضد اليابان وبحلول أوائل عام 1945، كان أسطولها قد استنفد كثيراً وتعثر بشدة بسبب نقص الوقود الحاد في الجزر المحلية. وفي محاولة يائسة لإبطاء تقدم الحلفاء، أُرسلّت ياماتو في مهمة بلا عودة إلى أوكيناوا في أبريل 1945، مع أوامر بأن ترسو قبالة الشاطئ والقتال حتى تدميرها وبالتالي حماية الجزيرة. رصد الغواصات والطائرات الأمريكية قوة المهمة جنوب كيوشو وفي 7 أبريل 1945 أغرقت قاذفات القنابل والطوربيد الأمريكية ياماتو مع خسارة معظم طاقمها.

## استشهادات
1. ↑  Muir، Malcolm (أكتوبر 1990). "Rearming in a Vacuum: United States Navy Intelligence and the Japanese Capital Ship Threat, 1936–1945". The Journal of Military History. ج. 54 ع. 4: 485 – عبر ProQuest.